# Kirchenpaueria curvata
Kirchenpaueria curvata är en nässeldjursart som beskrevs av Jäderholm 1904 . Kirchenpaueria curvata ingår i släktet Kirchenpaueria och familjen Kirchenpaueriidae. Inga underarter finns listade i Catalogue of Life.